# Гурняк, Виктор Петрович
Виктор Петрович Гурняк (псевдонимы «Гарт», «Гартик», позывной в Айдаре «Олигарх»; 8 июня 1987, с. Городница Гусятинского района Тернопольской области — 19 октября 2014 года, Смелое Славяносербского района Луганской области) — украинский фотокорреспондент, боец 24-го батальона территориальной обороны «Айдар», пластун, актёр. Герой Украины

## Биография

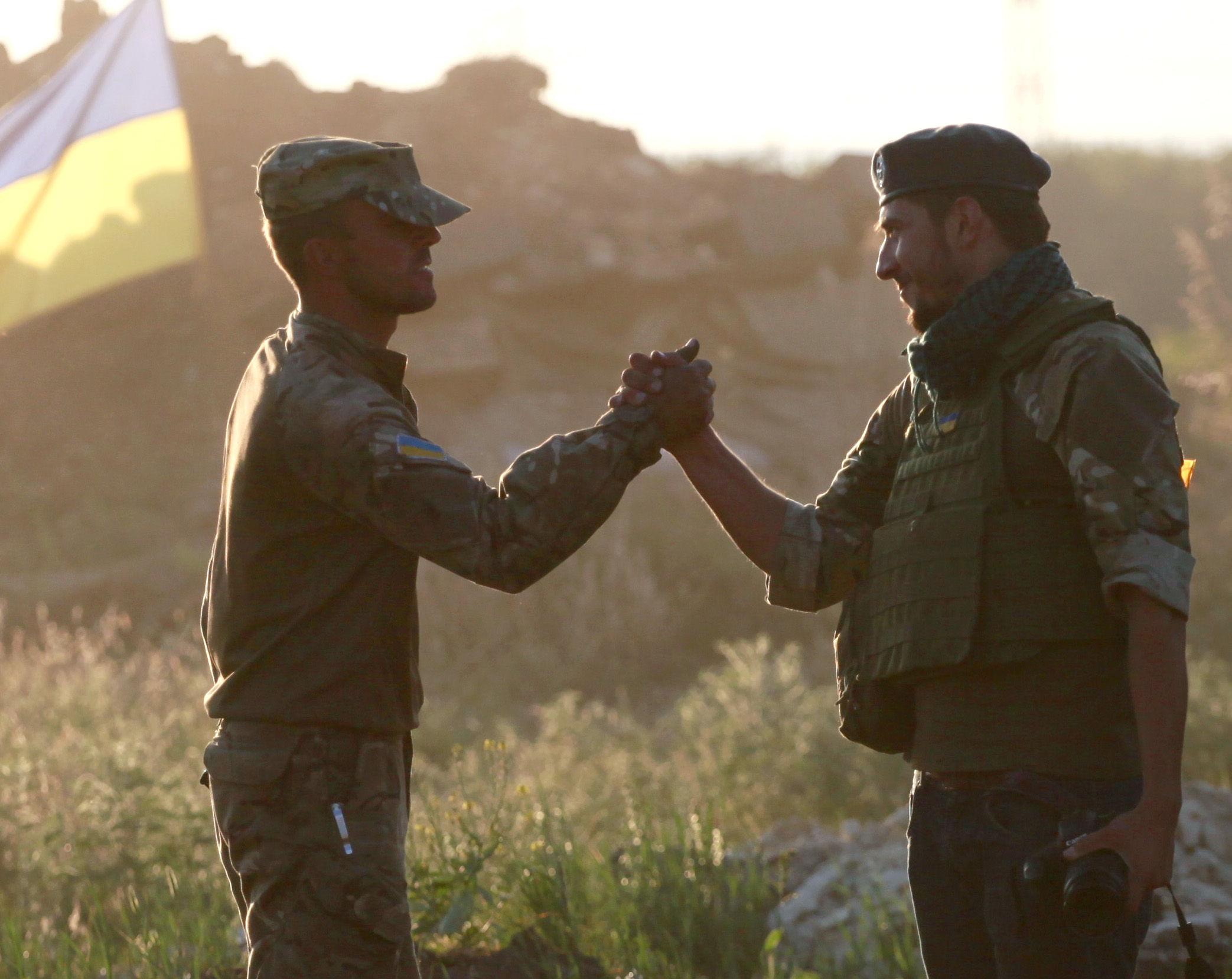
Виктор Гурнак (справа) на Донбассе

Учился в 27-й общеобразовательной школе в Тернополе, затем в Техническом колледже Тернопольского национального технического университета имени Ивана Пулюя.
Работал в газете «20 минут» (Тернополь), редактировал пластовый журнал «Цвет Украины». В 2004—2005 годах был пресс-секретарём партии «ПОРА» в Тернопольской области.
Вместе с женой Ириной проживал во Львове, воспитывал дочь Юстину.
В 2020 году Юстине Гурняк присвоена выплата стипендии от Президента Украины Владимира Зеленского.
В Пласт вступил в 14 лет. Относился к кружку «Серые волки», входившему в шалаш № 29 им. Юрия Старосольского. В 2004 году стал одним из соучредителей и первым куренным куреня ч. 77 им. Ивана Гавдиды. Впоследствии становится членом 15 шалаша УСП «Орден Железной Остроги» им. Святослав Завоеватель.
Воспитывал юношеский кружок «Орлы». Являлся заместителем по воспитательной работе станичного и окружного пластового провода. Руководил информационным участком в Тернопольском Пласте. Организатор многих акций и комендант краевого (всеукраинского) лагеря «Легион-11».
В 2005 году стал основателем и первым председателем Тернопольской ячейки ВМОО «ФРИ» .
Как волонтёр за последние месяцы Виктор Гурняк собирал средства и закупал необходимые вещи, помогал с транспортировкой и самостоятельно доставлял грузы, обеспечивая необходимым снаряжением бойцов «Айдара» и других батальонов в зоне боевых действий на территории Украины в 2014 году. В июле стал соучредителем военно-патриотической организации «Украинский легион». В сентябре пошёл служить добровольцем в батальон «Айдар».
Погиб в 10:10 утра 19 октября 2014 года от миномётного снаряда, когда под обстрелом вывозил раненых в районе 32-го блокпоста вблизи посёлка Смелое Славяносербского района Луганской области.

### Прощание
21 октября с Виктором Гурняком прощался Тернополь: сначала сотни тернополян встретили траурный кортеж при въезде в город, далее прощание в доме, где жил много лет, вечером — поминальная литургия в Архикафедральном соборе УГКЦ .22 октября во львовском храме святых апостолов Петра и Павла прошла панихида. Похоронен на Лычаковском кладбище во Львове у памятника Пласта на Мемориале Украинской Галицкой армии.

## Творчество
- Увлекался фотографией. Его фотоработы публиковали УНИАН, Reuters. Позднее он стал соучредителем фотоагентства LUFA. Выставки его фоторабот открыты в Мистецьком арсенале, Ровно, Варшаве, Европарламенте, Украинском Национальном Музее в Чикаго, а также в Германии и Эстонии.
- Снимался в видеоклипе музыкальной группы «Тартака» «Не кажучи нікому», сыграв роль бойца УПА, одетого в вышиванку, погибшего в 1943 году во время боя у Загоровского монастыря и в документальном фильме Тараса Химича «Золотой сентябрь. Хроника Галиции 1939—1941» (2007)[3].
- Режиссёр клипа на песню сооснователем «Тартака» Сашки Положинского «Мой Рыцарский Крест».
- Редактировал Украинскую Википедию под ником Gartik[4].

## Память
- Звание Герой Украины с удостоением ордена «Золотая Звезда» (28 августа 2021, посмертно) — за личное мужество и героизм, проявленные в защите государственного суверенитета и территориальной целостности Украины[5].
- Орден «За мужество» III степени (31 октября 2014 года, посмертно) — за личное мужество и героизм, проявленные в защите государственного суверенитета и территориальной целостности Украины, верность военной присяге[6].
- Почётный гражданин Тернопольской области (26 августа 2022 года, посмертно).
- 30 ноября правозащитная инициатива «Евромайдан SOS» объявила результаты своей «Волонтёрской премии», отметив работу активистов в 10 номинациях. Виктор Гурняк стал лауреатом в номинации «Человек света»[7].
- 18 августа «Почётный гражданин города Тернополя» (2015) — за личное мужество и высокий профессионализм, проявленный в защите государственного суверенитета и территориальной целостности Украины.
- Орден «Народный Герой Украины» 23 июня (2015).
- Виктор Гурняк был награждён «Рыцарский Крест Добровольца» (посмертно) 14 марта 2019 г. во Львове.
- 22 октября 2014 р. награждён высшим Пластовым отличием — Железным Пластовым крестом «За заслуги в Национально-Освободительной борьбе по утверждению Украинского государства» посмертно.
- 6 декабря 2014 г. Главная Пластовая Булава предоставила Бронзовый пластовый крест «За геройский чин» посмертно, за спасение жизни десантникам во время боя за освобождение 32 блок-поста в Луганской области.
- 24 августа 2016 г. награждён медалью «За участие в бою» посмертно.
- Награждён Тернопольской областной государственной администрацией медалью «За Службу Украины» (посмертно).
- 9 октября 2019 г. награждён высшей общественной боевой наградой «Стальной Крест Непобедимых» (посмертно).

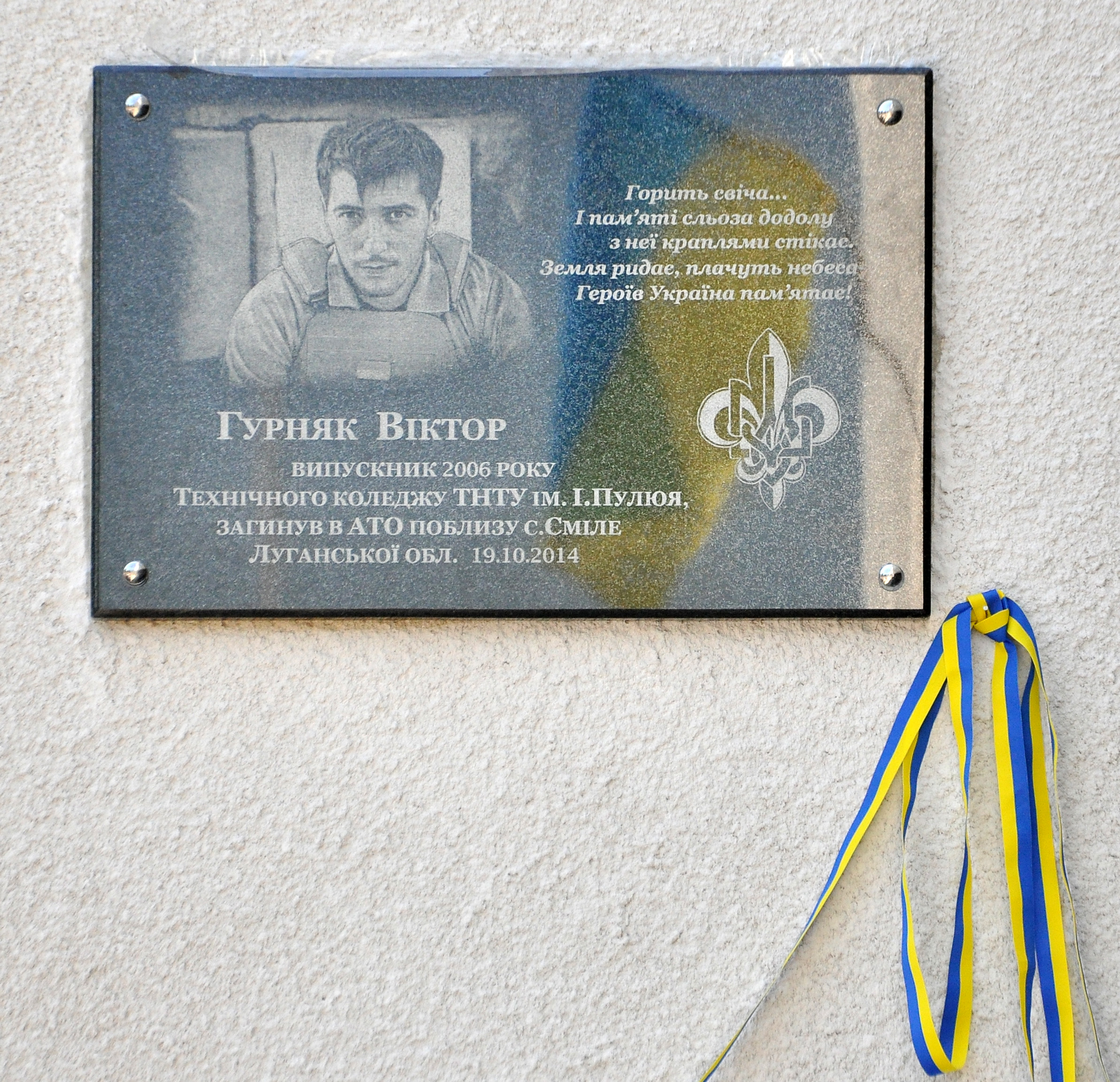
13 октября 2015 памятную доску Виктору Гурняку открыли на фасаде Тернопольской общеобразовательной школы № 27. Также в школе есть уголок памяти с фотографиями Виктора и информацию о нём.[8].
- Тернопольские пластуны проводят ярмарки собственной выпечки и изделий, средства которых передают семье погибшего товарища[9].
- 19 октября 2015 во Львове на стене Музея оружия «Арсенал» фотожурналисты показали свои фотографии о войне на Донбассе. Проект, который реализовали четверо фотографов — Макс Левин, Джозеф Сивенький, Маркиян Лисейко и Пётр Задорожный, был посвящён памяти Виктора Гурняка.[10].
- 3 июня 2015 на фасаде Технического колледжа ТНТУ установили и освятили памятную доску Виктору Гурняку[11].  - Памятная доска Виктору Гурняку
| Внешние видеофайлы | Внешние видеофайлы                       |
| ------------------ | ---------------------------------------- |
|                    | Документальний фільм про Віктора Гурняка |О жизни Виктора Гурняка снят документальный фильм, премьера которого состоялась 2 февраля 2015 во время открытия выставки «От Майдана до Войны» в «Украинском доме» в Тернополе. В фильме смонтированы кадры из его личного архива, а также отзывы о нём друзей, сослуживцев из «Айдара» и родных.